# مانسوم إبراهيموف
مانسوم إسرافيل أوغلو إبراهيموف (بالأذرية: Mənsum İbrahimov) - مطرب، عازف مقام أذربيجاني، فنان التكريم في جمهورية أذربيجان الاشتراكية السوفيتية (1998)، فنان الشعب في جمهورية أذربيجان الاشتراكية السوفيتية (2005)، حائزعلى الجائزة الرئاسية، فنان المسرح والسينسما. 

## حياته
ولد مانسوم إبراهيموف بقرية إمجولوبيلي في مقاطعة آقدام، لجمهورية أذربيجان في 1 أكتوبر 1960. 
تلقى تعليمه في قسم مقام لمدرسة باكو للموسيقى إسمه عاسف زينلي بين 1987-1982، ثم قي كلية «التعليم الثقافي» لجامعة أذربيجان الحكومية للثقافة والفنون في 1988-1993. 
وهو قد ساهمت في التنمية مقام ولعب دورا هاما في تدريب المطربين الجدد. 

## مشواره المهني
تمت دعوته إلى مسرح أكاديمية دولة أذربيجان للأوبرا والباليه بناءً بمبادرة شوكات علاكباروفا. قي 1993 لأول مرة لعب دور مجنون في أوبرا ليلى و مجنون.
بالإضافة إلى دوره مجنون في «أوبرا ليلى و مجنون» لعب مانسوم إبراهيموف صورة قريب في أوبرا «عشيق قريب»، صورة جمال في «صخرة العروس»، عازف عازن في «سيويل».
مانسوم إبراهيموف مثل فن مقام في القريب والبعيد - إيران، تركيا، العراق، فرنسا، بلجيكا، لوكسمبورغ، قبرص، الولايات المتحدة الأمريكية وكندا. وكذلك هو ويجري الأنشطة التعليمية.
في عام 2010 تم منح بوسام وسام شهرة (أذربيجان) بقرار من رئيس أذربيجان. 
في عام 2014، 2015، و2017 حصل على الجائزة الرئاسية.
في 1 مايو لعام 2017 تم منح مانسوم إبراهيموف المنحة الفردية لرئيس الجمهورية.
مانسوم إبراهيموف هو بروفيسور في معهد أذربيجان الوطنية للموسيقى.

## وسام

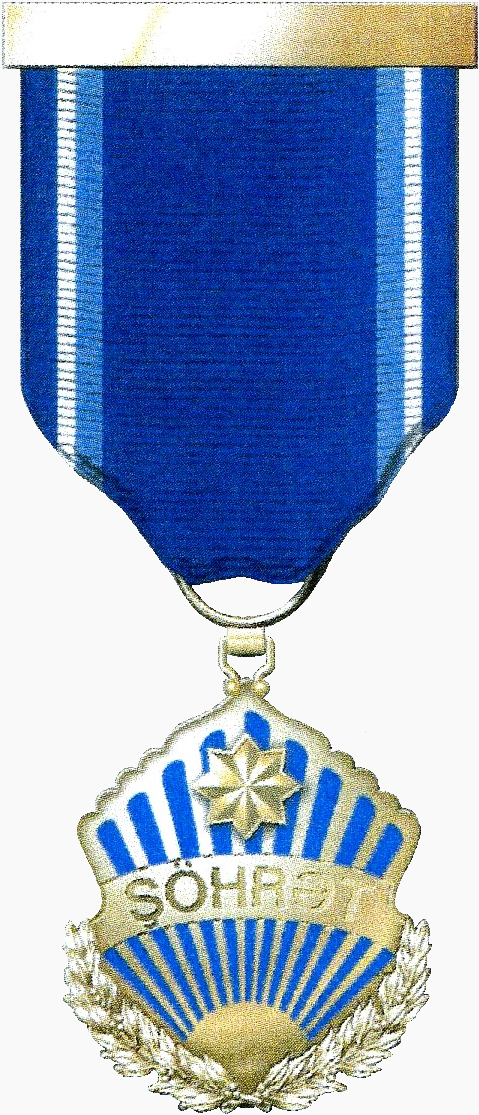

وسام «شهرة»

## الوصلات الخارجية
- مانسوم إبراهيموف على موقع IMDb (الإنجليزية)
- https://www.youtube.com/watch?v=DtAsiPeHPJ4
- https://www.youtube.com/watch?v=ER45AKEuxRo